# Aenac
 (mars 2011).
Aenac est un troubadour du XIIIe siècle, contemporain de Raimon Vidal de Bezaudun qui rapporte un couplet d’une de ses pièces : « En amors a tal plazer sens... ».